# Wilhelm Fahrmbacher
Wilhelm Fahrmbacher (født 19. september 1888 i Zweibrücken, død 27. april 1970 i Garmisch-Partenkirchen) var en tysk officer og artillerigeneral under 2. verdenskrig.

## Levned
Fahrmbachers militære løbebane begyndte den 18. juli 1907, hvor han trådte ind i den bayerske armé. Den 7. marts 1914 blev han forfremmet til løjtnant. Han gjorde fortrinsvis tjeneste i Frankrig under 1. Verdenskrig med 4. kongelige bayerske feltartilleriregiment. Den 22. marts 1918 blev han forfremmet til kaptajn. Efter krigens slutning blev han overtaget af Reichswehr og han gjorde bl.a. tjeneste i forsvarsministeriet. I februar 1928 blev han forfremmet til major og i februar 1932 til oberstløjtnant. I april 1934 blev han oberst og den 31. juli 1937 blev han generalmajor. Den 15. august 1938 overtog han ledelsen af 5. infanteridivision. 
Han blev udnævnt til generalløjtnant den 31. maj 1939 og i september tog han del i angrebet på Polen. I maj-juni 1940 deltog han i Slaget om Frankrig. Samtidig med at han blev udnævnt til general i artilleriet den 20. oktober 1940 blev han øverstkommanderende for 7. korps, som var en del af Heeresgruppe Mitte, som tog del i angrebet på Sovjetunionen fra midten af 1941.  
Fra marts til maj 1942 var Fahrmbachers overført til reserven hvorefter han blev chef for 25. korps i Frankrig. Kort efter starten på Operation Overlord fik han 10. juni 1944 overdraget ledelsen af armegruppe Normandie, som han imidlertid allerede den 1. august måtte afgive for at blive chef for de tyske enheder i Bretagne. Efter at de allierede havde indledt slaget om Bretagne og i rasende fart forsøgte at nå frem til Atlanterhavskysten måtte general Fahrmbacher trække sig tilbage med sine tropper til Lorient, som blev omringet den 9. august af 4. amerikanske panserdivision. Hitler havde erklæret havnene ved Atlanterhavet til fæstninger, som skulle forsvares til sidste mand. Da Fahrmbacher ikke længere havde den fjerneste mulighed for at forsvare Bretagne, da Lorient i lighed med Brest og Saint-Nazaire var omringet af amerikanerne begrænsede sin aktivitet til at forhindre at byen blev indtaget. General Wilhelm Fahrmbacher kapitulerede den 10. maj 1945 efter den samlede tyske kapitulation, med 10.000 mand til amerikanerne. 
Efterfølgende kom han først i amerikansk og senere i fransk krigsfangenskab hvorfra han blev frigivet den 10. august 1950.
Fra 15. marts 1951 til august 1958 var Wilhelm Fahrmbacher militærrådgiver for den centrale planlægningsstab i den ægyptiske hær.  
Sine oplevelser under forsvaret af Lorient bearbejdede han i bogen Lorient, som han udgav i 1956.
Wilhelm Fahrmbacher døde den 27. april 1970 i Garmisch-Partenkirchen. Fahrmbacher er begravet i en familiegrav på Garmisch-kirkegården, hvor flere andre Wehrmacht-generaler også er begravet.

## Bøger
- Wilhelm Fahrmbacher: Lorient, Prinz-Eugen-Verlag, 1956, ISBN B0000BHX0E